# تروا ريفيير
تروا ريفيير (بالفرنسية: Trois-Rivières)‏ مدينة تقع في مقاطعة كيبك الكندية عند التقاء نهر سان موريس بنهر سان لوران، ومن هنا أخذت اسمها الذي يعني الأنهار الثلاثة. تقع تقريباً في وسط المسافة بين مدينتي كيبك ومونتريال. أنشئت المدينة على يد المستعمرين الفرنسيين عام 1634. وهي مسرح معركة تروا ريفيير التي وقعت عام 1776.
تبلغ مساحة هذه المدينة 288.9247 (كم²)، ويبلغ عدد سكانها 126323 نسمة حسب إحصاء سنة 2006 م، بينما كان يسكنها 122395 نسمة في سنة 2001 م. تحتل هذه المدينة المرتبة رقم 36 بين مدن كندا حسب عدد السكان والمرتبة رقم 9 في المقاطعة. النمو سكاني في هذه المدينة يقدر بـ(3.2).

## توأمة
لتروا ريفيير اتفاقيات توأمة مع كل من:
- أفيرو
- بوشيفيل [8]

## معرض صور

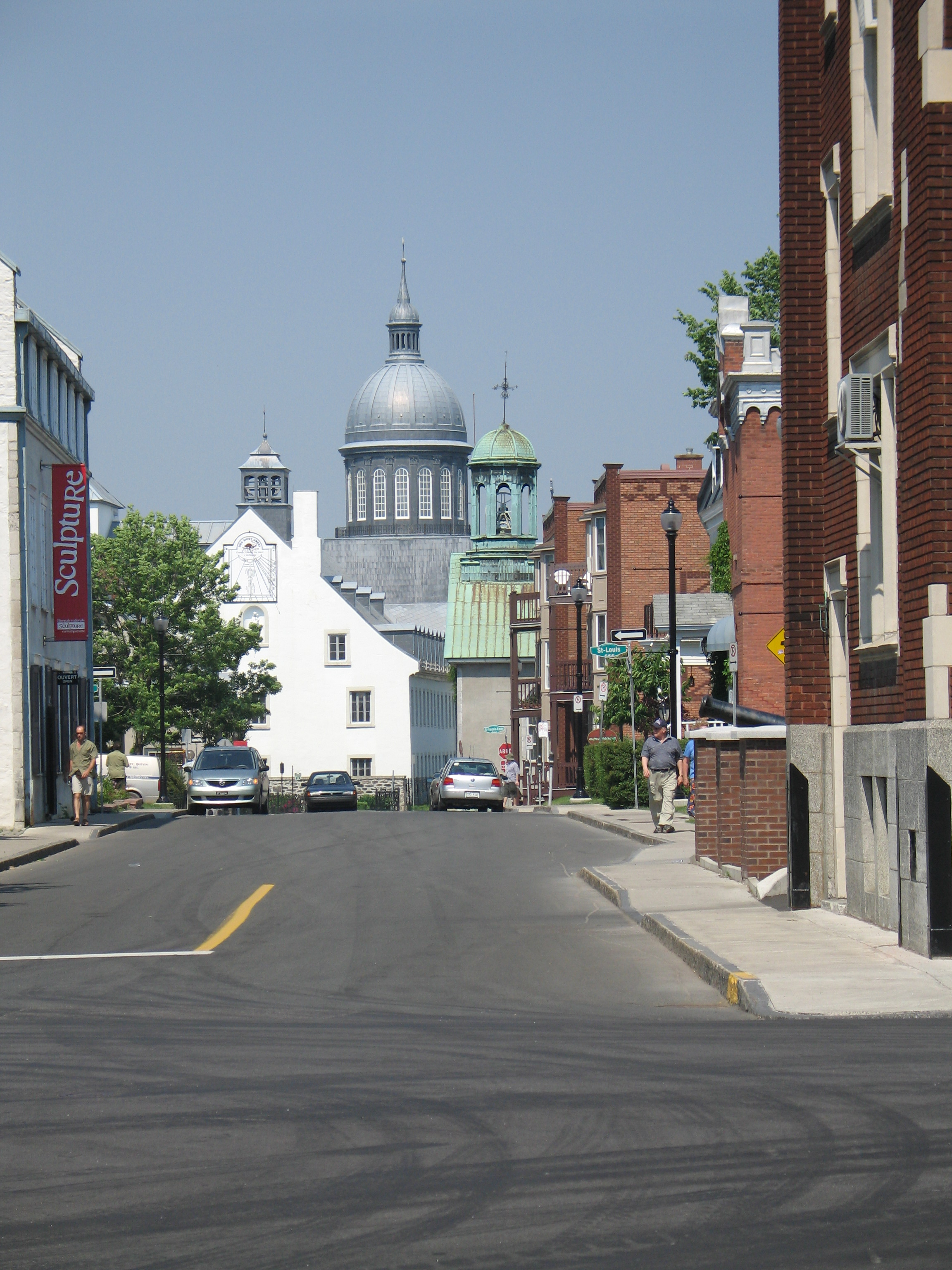
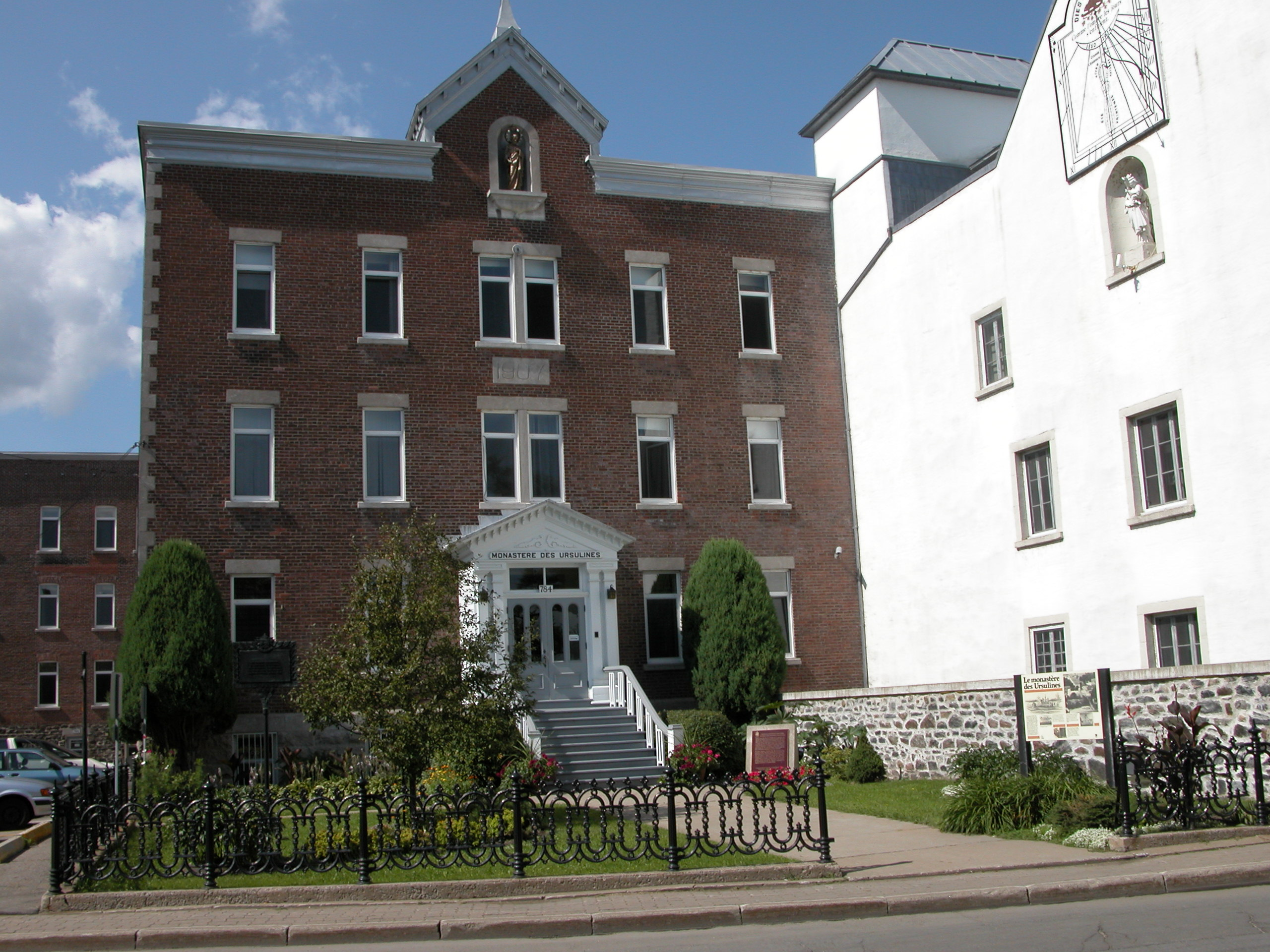
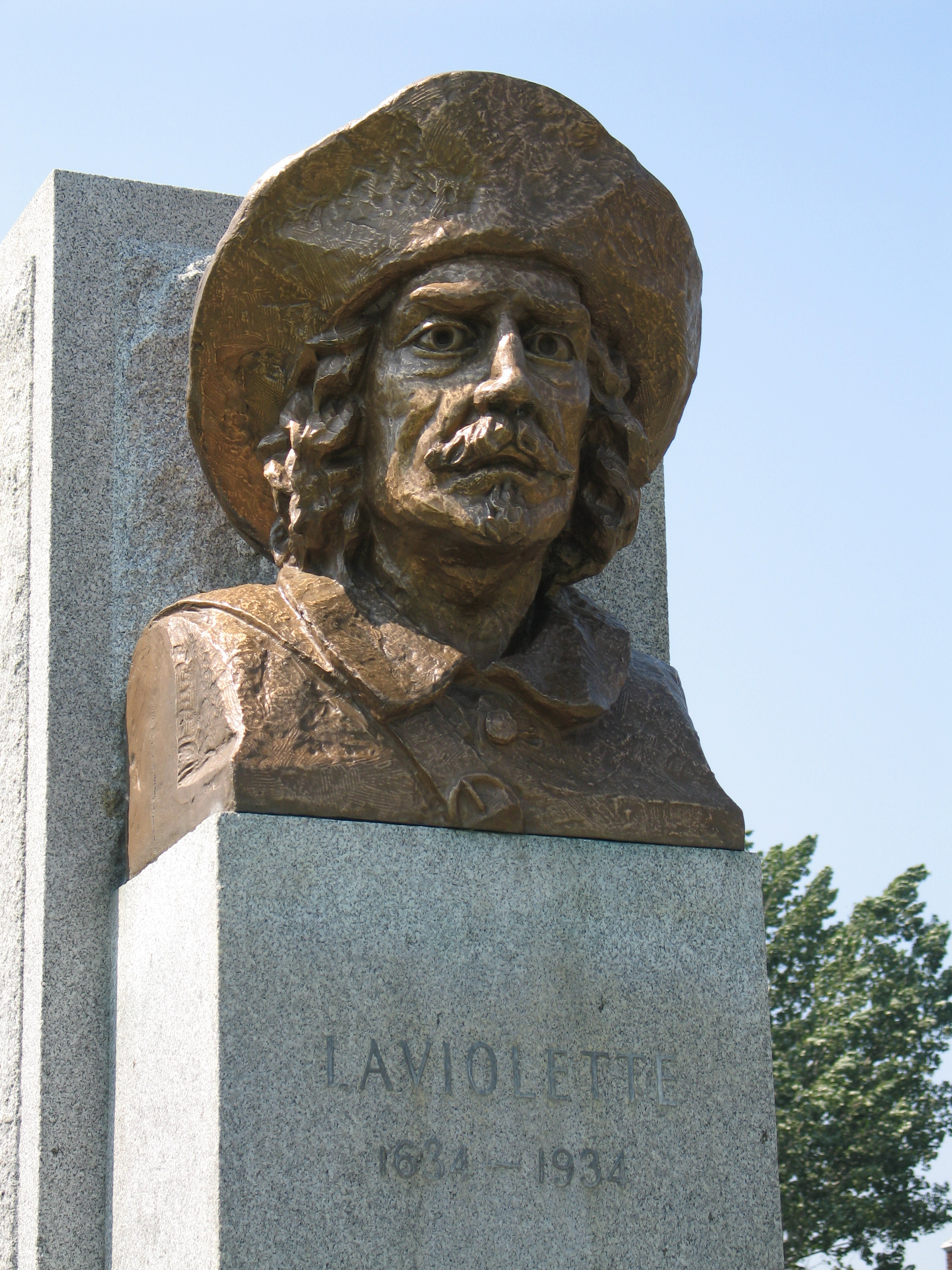

## أعلام
- جان فيكتور ألارد
- موريس كامبل
- ستيف بيجن
- موسى هارت
- كليمنت مارشان
- مارك دوفور
- رينيه روبرت
- دينيس فيلنوف
- أندريه دوبونت
- جين قاي تالبوت

## وصلات خارجية
- الأطلس الحكومي لكندا
- إحصاءات كندا مع ساعة تعداد السكان